# 4093-as busz
A 4093-as jelzésű autóbuszvonal Edelény és Szendrő környékének egyik helyközi járata, amelyet a Volánbusz Zrt. üzemeltet a két város között.

## Közlekedése
Edelény autóbusz állomásáról indul. Afféle Edelény helyijáratának is elmehetne. Észak-nyugati részébe indul el, olyan megállókat érint, melyeket semelyik más járat (néhány helyen a 4040-es), utcák között cikázik. A város dél-nyugati pontja következik, majd a főútra visszatérve, 4.8 kilométer hosszával, 18 perces menetidejével és kizárólag munkanapi közlekedésével ér vissza az állomásra. Ellentétes irányban nincs indítása.
A 4093-as járat betétjáratnak is elmehet a két város között, hiszen 8 vonallal azonos úton halad. Végig a 27-es főúton megy, 15 kilométerén robog végig az alig néhány indítása a héten. Edelényből elindulva Tornanádaska felé tart, Szendrőlád és Büdöskútpuszta után már Szendrő található. Visszafelé útvonala változatlan.

## Megállóhelyei
| 0 | Autóbusz-állomás végállomás | 0  | 0.0 km | 3703, 3704, 3707, 3708, 3709, 3711, 3713, 3772, 3774, 3775, 3776, 3793, 3795, 4040, 4041, 4043, 4044, 4092, 4094 |
| 1 | Rajk László utca 1.         | 4  | 1.4 km | – |
| 2 | Dankó Pista út              | 6  | 1.7 km | – |
| 3 | Bányászklub                 | 12 | 3.0 km | 4040 |
| 4 | Városháza                   | 15 | 3.8 km | 4040 |
| 5 | Kastély bejárati út         | 16 | 4.3 km | 3704, 3707, 3708, 3709, 3711, 3772, 3774, 3775, 3793, 4040, 4041, 4043, 4044, 4095                               |
| 5 | Autóbusz-állomás végállomás | 18 | 4.8 km | 3703, 3704, 3707, 3708, 3709, 3711, 3713, 3772, 3774, 3775, 3776, 3793, 3795, 4040, 4041, 4043, 4044, 4092, 4094 |

| 0  | Edelény, autóbusz-állomás végállomás              | 0.0 km  | 3703, 3704, 3707, 3708, 3709, 3711, 3713, 3772, 3774, 3775, 3776, 3793, 3795, 4040, 4041, 4043, 4044, 4092, 4094 |
| 1  | Edelény, Borsodi utca 70.                         | 0.9 km  | 3703, 3704, 3707, 3708, 3709, 3775, 3776, 3793, 3795, 4040, 4041, 4043, 4092, 4094 Edelény [94.]                 |
| 2  | Edelény, Borsodi iskola                           | 1.7 km  | 3703, 3704, 3707, 3708, 3709, 3775, 3776, 3793, 3795, 4041, 4043, 4092                                           |
| 3  | Szendrőlád, vasúti megállóhely bejárati út        | 5.1 km  | 3703, 3704, 3707, 3708, 3709, 3775, 3793, 4041 Szendrőlád [94.]                                                  |
| 4  | Szendrőlád, sportpálya                            | 6.2 km  | 3703, 3704, 3707, 3708, 3709, 3775, 3793, 4041                                                                   |
| 5  | Szendrőlád, községháza                            | 6.8 km  | 3703, 3704, 3707, 3708, 3709, 3775, 3793, 4041                                                                   |
| 6  | Szendrőlád, autóbusz-forduló vonalközi végállomás | 7.5 km  | 3703, 3704, 3707, 3708, 3709, 3775, 3793, 4041                                                                   |
| 7  | Büdöskútpuszta                                    | 10.7 km | 3703, 3704, 3707, 3708, 3709, 3775, 3793, 4041 Büdöskútpuszta [94.]                                              |
| 8  | Szendrő, vásártér                                 | 13.5 km | 3703, 3704, 3707, 3708, 3709, 3775, 3793, 4041                                                                   |
| 9  | Szendrő, galvácsi elágazás                        | 14.5 km | 3703, 3704, 3707, 3708, 3709, 3775, 3793, 4041, 4081, 4082, 4083, 4084, 4092, 4120                               |
| 10 | Szendrő, Fő tér végállomás                        | 14.9 km | 3703, 3704, 3707, 3708, 3709, 3775, 3793, 4041, 4081, 4082, 4083, 4084, 4092, 4120                               |